# Șapte minuni ale lumii antice

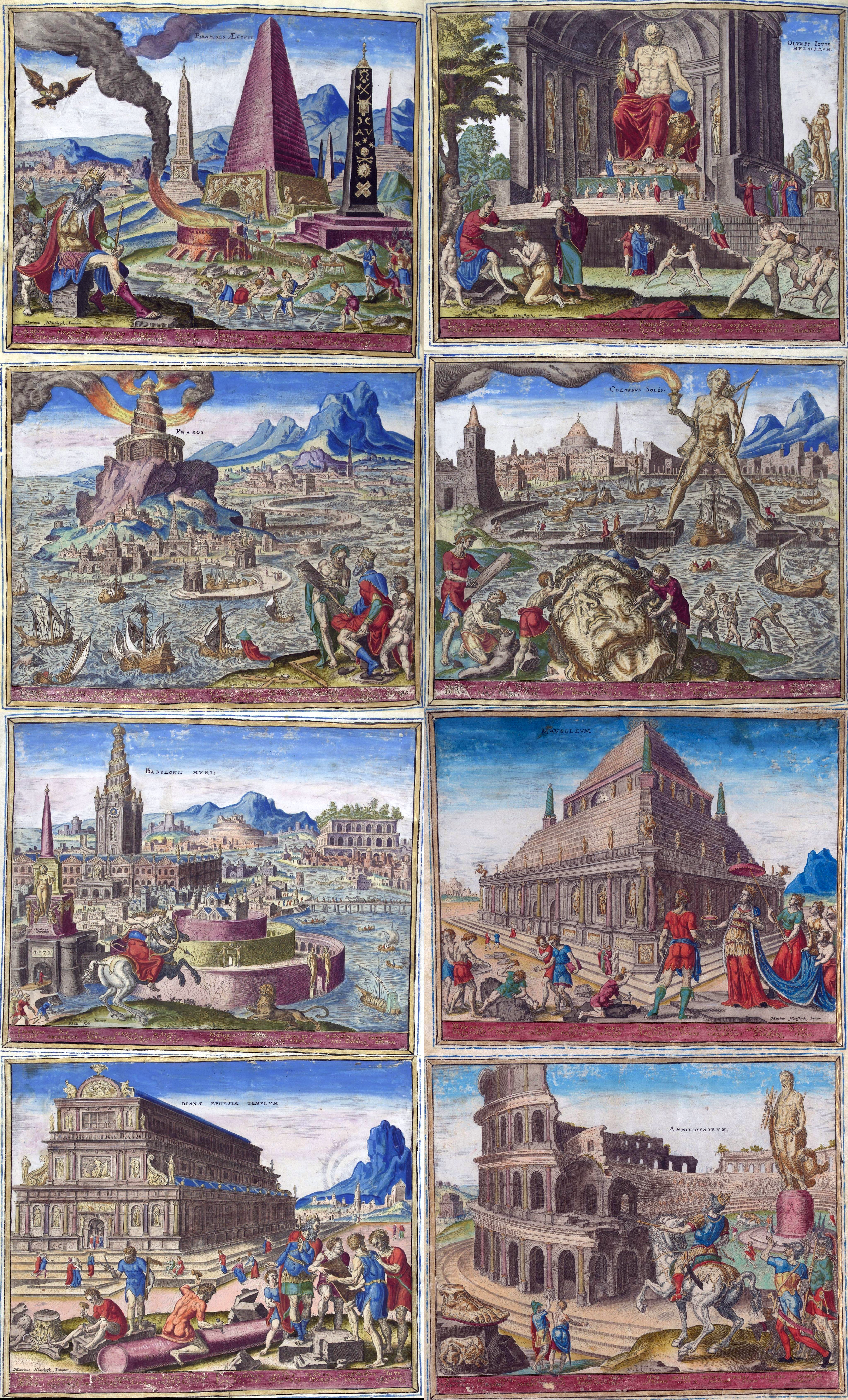
Cele șapte minuni ale lumii antice

Cele șapte minuni ale lumii antice este o listă ce conține șapte edificii din Antichitate. Lista era în principal un ghid turistic pentru călătorii din lumea antică ce voiau să vadă cele mai cunoscute destinații din acea perioadă.

## Istorie
Cea mai veche versiune cunoscută a listei îi aparține lui Antipater din Sidon și a fost elaborată în secolul al II-lea î.Hr.; se pare că se bazează pe ghidurile populare printre călătorii eleni și cuprinde doar clădiri din jurul Mării Mediterane, unde siguranța călătoriilor era oarecum asigurată. Cele șapte minuni erau considerate minuni deoarece erau printre cele mai populare destinații; încă din 1600 î.Hr. turiștii au zgâriat inscripții pe monumentele din Valea Regilor în Egipt (în acea perioadă Sfinxul avea deja o mie de ani). Toate minunile erau construcții antropice; destinațiile naturale nu erau incluse, nefiind populare.

## Cele șapte minuni ale lumii antice
Cele șapte minuni ale lumii antice sunt (în ordine cronologică):
| Numele construcției                  | Data construcției        | Constructori      | Data distrugerii      | Cauza distrugerii |
| ------------------------------------ | ------------------------ | ----------------- | --------------------- | ----------------- |
| Marea Piramidă din Giza              | 2560 î.Hr.               | egiptenii         | -                     | -                 |
| Grădinile suspendate ale Semiramidei | 600 î.Hr.                | babilonienii      | după secolul I î.Hr.  | cutremur          |
| Templul zeiței Artemis din Efes      | 550 î.Hr.                | lidienii, grecii  | 356 î.Hr.             | incendiu          |
| Statuia lui Zeus din Olympia         | 435 î.Hr.                | grecii            | secolele V-VI d-Hr.   | incendiu          |
| Mausoleul din Halicarnas             | 351 î.Hr.                | carienii, grecii  | înainte de 1494 d.Hr. | cutremur          |
| Colosul din Rodos                    | 292-280 î.Hr.            | Grecia elenistică | 224 î.Hr.             | cutremur          |
| Farul din Alexandria                 | secolul al III-lea î.Hr. | Egiptul elenistic | 1303-1480 d.Hr.       | cutremur          |

În lista inițială a lui Antipater, Farul din Alexandria era înlocuit cu Zidurile Babilonului. Lista de mai sus a fost folosită începând cu secolul al VI-lea d.H. Dintre aceste minuni, singura care s-a păstrat este Marea Piramidă din Giza. Existența Grădinilor suspendate nu a fost încă dovedită 100%. Înregistrările istorice indică faptul că celelalte cinci minuni au fost distruse prin dezastre naturale. Templul zeiței Artemis din Efes și Statuia lui Zeus din Olympia au fost distruse de incendii, iar Farul din Alexandria, Colosul din Rodos și Mausoleul din Halicarnas au fost distruse de cutremure.
În stabilirea celor șapte minuni ale lumii antice, grecii au avut un rol important. Istoricul Herodot, călătorind în Egipt in anul 450 î.Hr. spunea că: “Nicăieri în lume nu se pot vedea atâtea lucruri de o mareție atât de greu de definit”. El exemplifica aceasta afirmație cu două mari construcții egiptene apreciind că, sunt chiar superioare piramidelor: Lacul artificial Moeris și Labirintul de la Fayum. Acesta fusese construit de faraonul Amenemhet III (1842-1798 î.Hr.) și este de fapt un templu funerar cu două niveluri și 3000 de camere, coridoare, coloane și intrări secrete.
Tot Herodot i-a informat pe greci despre giganticele ziduri ale Babilonului, groase de 27 metri. Deși se cunoșteau aceste relatări, cele două mari construcții nu au fost considerate minuni ale lumii antice, menționându-se patru monumente grecești: Templul zeiței Artemis din Efes, Mausoleul din Halicarnas, Colosul din Rodos și Farul din Alexandria, la care s-au mai adăugat Marea Piramidă din Giza și Grădinile suspendate ale Semiramidei din Babilon.
Nu a fost menționat nici Zidul Chinezesc, care în timpul împaratului Qin Huangdi (259-240 î.Hr.) avea o lungime, peste munți și văi, de aproape 4000 km, iar în primele secole ale erei noastre de peste 6000 km.

## Galerie de imagini

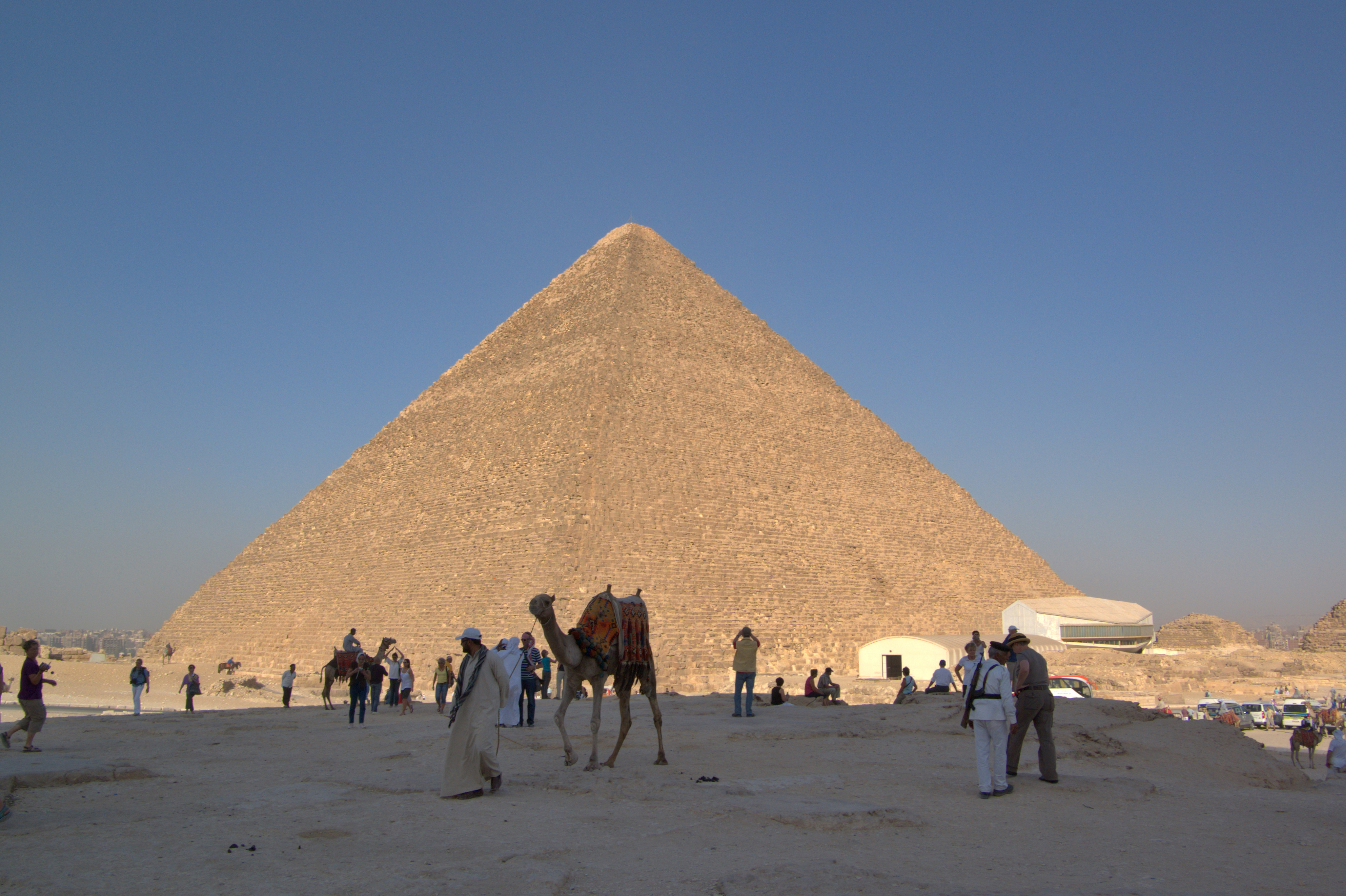
Marea Piramidă din Giza
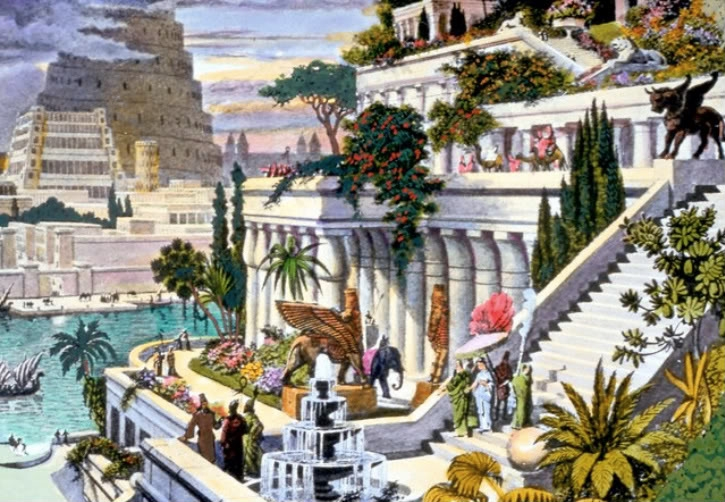
Grădinile suspendate ale Semiramidei
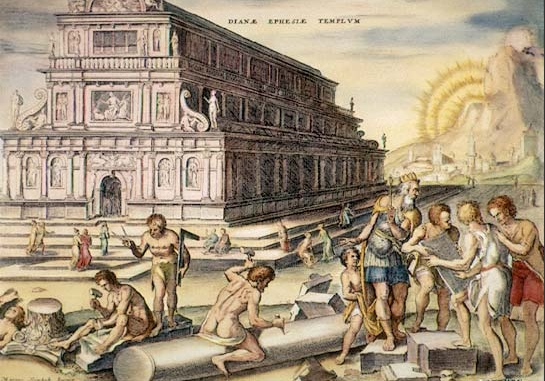
Templul zeiței Artemis din Efes
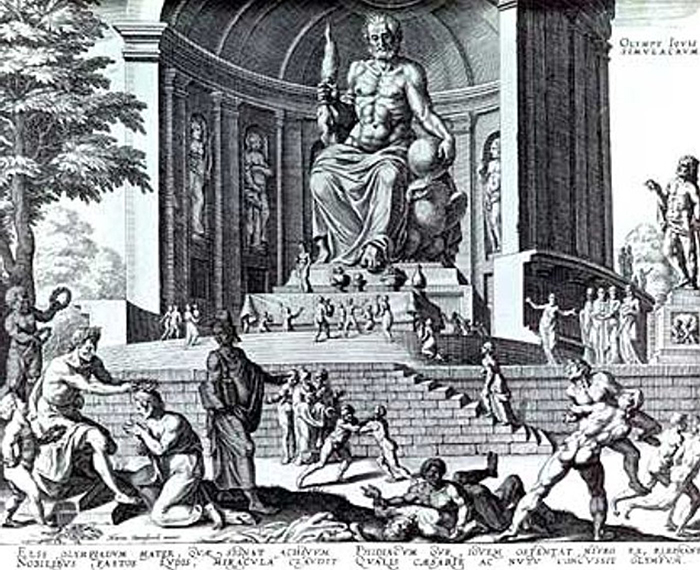
Statuia lui Zeus din Olympia
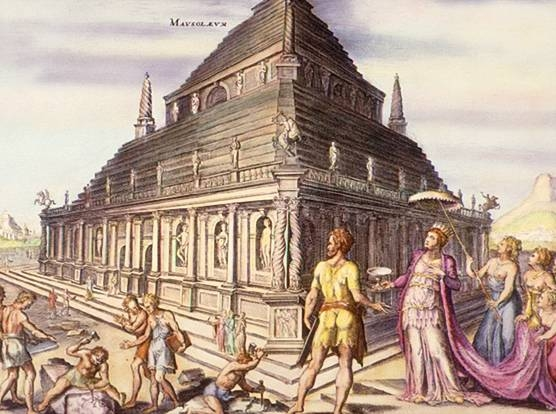
Mausoleul din Halicarnas
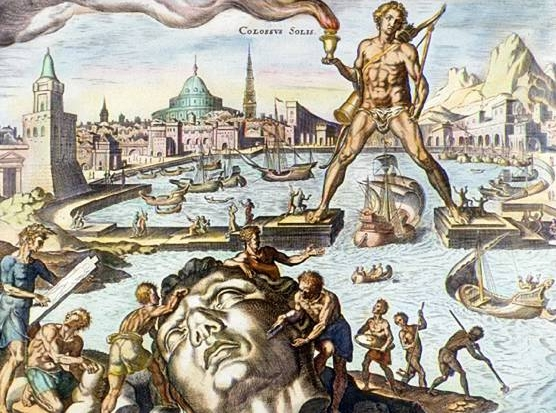
Colosul din Rhodos
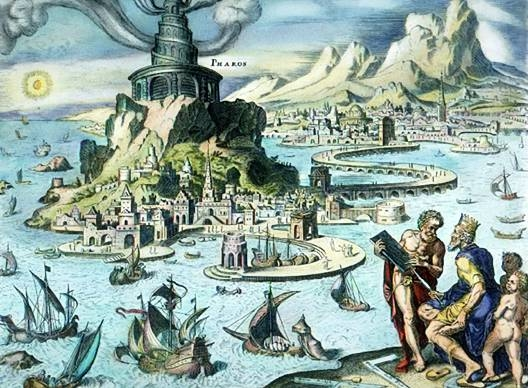
Farul din Alexandria